# Eotetranychus camelliae
Eotetranychus camelliae är en spindeldjursart som beskrevs av Tseng 1975. Eotetranychus camelliae ingår i släktet Eotetranychus och familjen Tetranychidae. Inga underarter finns listade i Catalogue of Life.